# Rikskuponger

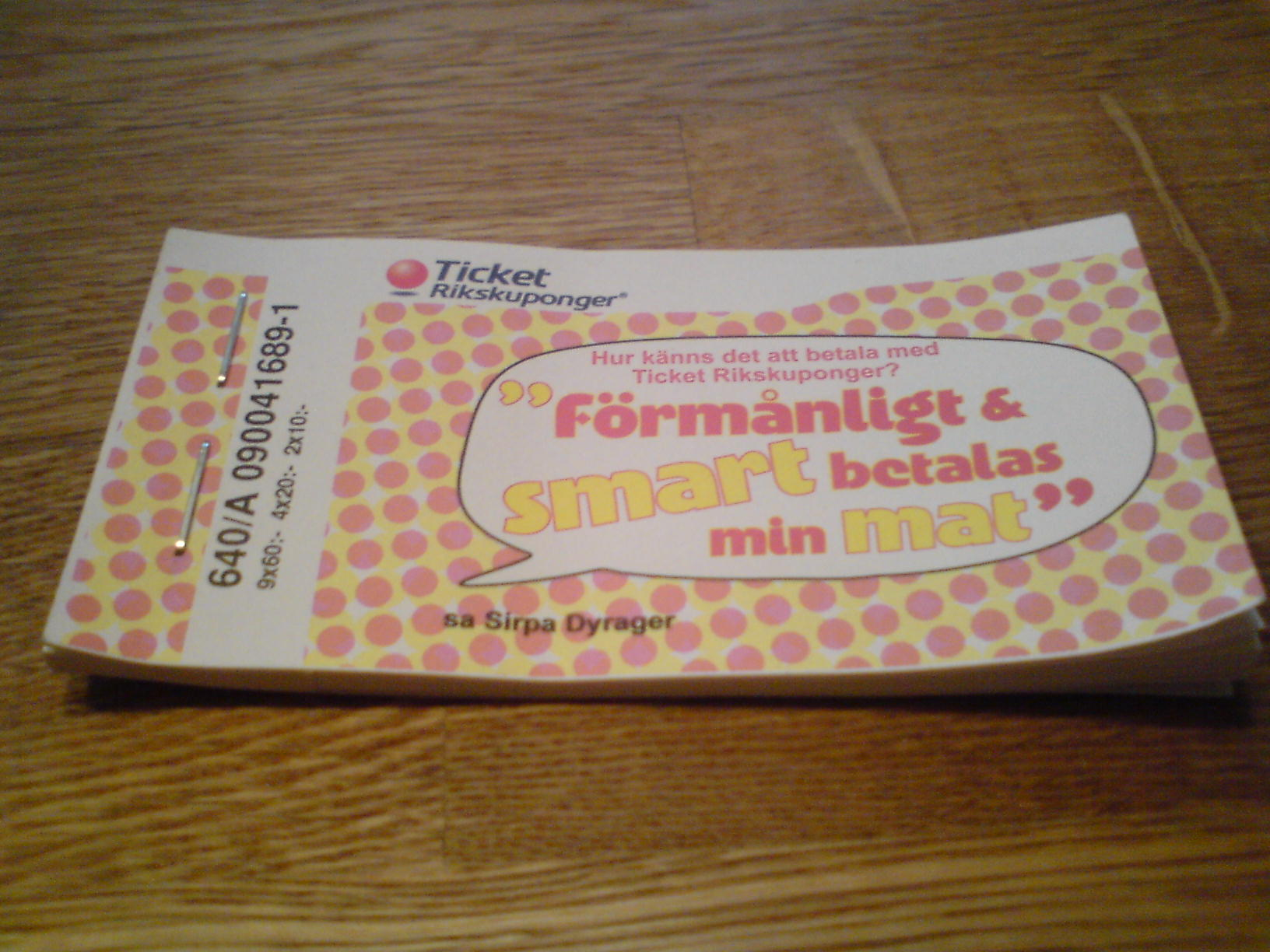
Ett rikskupongshäfte från 2008

Rikskuponger var ett privatägt företag ursprungligen ägt av Eurocard; numera går systemet under namnet Edenred Lunchförmån. 
Företaget gav ut kuponger som användes som betalningsmedel för måltider på restaurang. Syftet var att ge företag möjlighet att sponsra sina anställdas luncher. Kupongerna gavs ut i ett häfte med varierande valörer mellan två och 80 kronor. Vid betalning med Rikskuponger gavs växel upp till tio kronor i form av mynt eller kuponger av lägre valör. Utgångna Rikskuponger gick att byta in mot aktuella kuponger senast 6 månader efter att sista giltighetsdagen passerats, mot en smärre administrativ avgift.
Systemet lanserades i Sverige 1973 då i pappersform. Fram till 1991 betraktades kupongerna inte som löneförmån vilket gjorde det mycket lönsamt för den anställde att byta ut en del av sin lön mot rikskuponger. Förändringen 1991 innebar att antalet användare minskade med två tredjedelar över en natt. Över tiden minskade antalet restauranger som accepterade Rikskuponger, delvis på grund av förfalskade kuponger.. Sedan 2016 finns det endast kvar som ett kort, först under namnet Rikskortet, numera Edenred Lunchförmån. 
Den anställdes företag subventionerar en del eller hela beloppet som den anställda får rikskuponger för. På den subventionerade delen betalar företaget arbetsgivaravgift och den anställda förmånsbeskattas. Rikskupongssystemet ägs av Edenred.
Hösten 2014 tillverkades de sista fysiska papperskupongerna och 2016 löpte deras giltighetstid ut). 
Därmed ersattes papperskupongerna helt av kortlösningen.

## Plastkortet
Belopp som sätts in på kontot måste förbrukas inom ett år, annars tillfaller de Edenred. Saldon går att se, men inte hur mycket av saldot som riskerar att förverkas. Påminnelser om belopp som riskerar att tillfalla Edenred görs inte. Likaså avbryts inte påfyllande av saldot.